# Samsung Galaxy S21
De Samsung Galaxy S21 is een serie Android-gebaseerde smartphones die zijn ontworpen, ontwikkeld, op de markt gebracht en geproduceerd door het bedrijf Samsung Electronics als onderdeel van de Galaxy S-serie. Gezamenlijk dienen ze als opvolger van de Samsung Galaxy S20-serie. 
De S21-serie bestaat uit het basismodel Galaxy S21, het plus-model Galaxy S21+, het cameragerichte Galaxy S21 Ultra-model en de mid-range-variant Galaxy S21 FE. 
De modellen bevatten belangrijke upgrades ten opzichte van de vorige modellen, naast verbeterde specificaties, een beeldscherm met een adaptieve vernieuwingsfrequentie van 120 Hz, een verbeterd camerasysteem dat 8K-video-opnamen (7680×4320) ondersteunt voor de eerste drie modellen en een superresolutiezoom van 30-100×, voor het ultramodel.
De Galaxy S21 werd opgevolgd door de Galaxy S22, die op 9 februari 2022 werd aangekondigd.

## Ontwerp
De Galaxy S21-serie heeft een ontwerp dat lijkt op zijn voorganger, met een Infinity-O-display met een ronde uitsparing in het midden bovenaan voor de selfiecamera aan de voorkant. Het achterpaneel van de S21 en S21 FE is versterkt polycarbonaat (plastic), vergelijkbaar met de S20 FE en Note 20, terwijl de S21+ en S21 Ultra Gorilla Glass Victus gebruiken. 

## Specificaties

### Hardware

#### Chipsets (SoC)
De S21-lijn bestaat uit vier modellen met verschillende hardwarespecificaties. Internationale en Koreaanse modellen van de S21 gebruiken de Exynos 2100 SoC, terwijl de Amerikaanse, Canadese, Chinese, Taiwanese, Hongkongse en Japanse modellen de Qualcomm Snapdragon 888 gebruiken. 

#### Display
De S21-serie beschikt over "Dynamic AMOLED 2X"-schermen met HDR10+ -ondersteuning en "dynamic tone mapping"-technologie. Alle modellen behalve de S21 FE maken gebruik van een ultrasone vingerafdruksensor in het scherm van de tweede generatie, waarbij de laatste in plaats daarvan kiest voor een optisch systeem in het scherm. 

#### Opslag
| Modellen  | Galaxy S21 | Galaxy S21 | Galaxy S21+ | Galaxy S21+ | Galaxy S21 Ultra | Galaxy S21 Ultra | Galaxy S21FE | Galaxy S21FE |
| --------- | ---------- | ---------- | ----------- | ----------- | ---------------- | ---------------- | ------------ | ------------ |
|           | RAM        | Opslag     | RAM         | Opslag      | RAM              | Opslag           | RAM          | Opslag       |
| Variant 1 | 8GB        | 128GB      | 8GB         | 128GB       | 12GB             | 128GB            | 6GB          | 128GB        |
| Variant 2 | 8GB        | 256GB      | 8GB         | 256GB       | 12GB             | 256GB            | 6GB          | 256GB        |
| Variant 3 | -          | -          | -           | -           | 16 GB            | 512 GB           | 8GB          | 256 GB       |

De S21 en S21+ bieden 8 GB RAM met 128 GB en 256 GB-opties voor interne opslag. 
De S21 Ultra heeft 12 GB RAM met 128 GB- en 256 GB-opties evenals een 16 GB-optie met 512 GB intern geheugen. 
De S21 FE biedt 6 GB en 8 GB RAM met 128 GB- en 256 GB-opties voor interne opslag. 
Alle vier de modellen missen een microSD-kaartsleuf, die wel nog aanwezig was op de S20-serie.

#### Batterijen
De S21, S21 FE, S21+ en S21 Ultra bevatten niet-verwijderbare 4000 mAh, 4.500 mAh, 4800 mAh en 5000 mAh Li-Po batterijen respectievelijk. Alle vier de modellen ondersteunen bekabeld opladen via USB-C tot 25 W (met USB Power Delivery ) en Qi-inductief opladen tot 15 W. 
De telefoons hebben ook de mogelijkheid andere Qi-compatibele apparaten op te laden met de eigen batterij van de S21, die wordt aangeduid als "Wireless PowerShare", tot 4,5 W.

#### Connectiviteit
Alle vier de telefoons ondersteunen 5G SA/NSA-netwerken, de Galaxy S21, S21+ en S21 FE ondersteunen Wi-Fi 6 en Bluetooth 5.0, terwijl de Galaxy S21 Ultra Wi-Fi 6E en Bluetooth 5.2 ondersteunt. 
De S21+- en S21 Ultra-modellen ondersteunen ook Ultra Wideband (UWB) voor korteafstandscommunicatie vergelijkbaar met NFC. Samsung gebruikt deze technologie voor hun nieuwe "SmartThings Find"-functie en de Samsung Galaxy SmartTag+.

#### Camera's
De S21 en S21+ hebben vergelijkbare camera-instellingen als hun voorgangers, maar profiteren van verbeterde software en beeldverwerking. Beide hebben een 12 MP-groothoeksensor, een 64 MP telelenssensor met 3× hybride zoom en een 12 MP-ultrabreedbeeldsensor. De S21 FE heeft ook een vergelijkbare camera-instelling als zijn voorganger, maar profiteert van verbeterde software en beeldverwerking. Hij heeft een 12 MP-brede sensor, een 8 MP-telelenssensor met 3× optische zoom en een 12 MP ultrabrede sensor. 
De S21 Ultra heeft een nieuwe HM3 108 MP-sensor met verschillende verbeteringen ten opzichte van de vorige HM1 108 MP-sensor, waaronder 12-bits HDR. Het heeft ook twee 10 MP-telefotosensoren met 3× en 10× optische zoom en een 12 MP-ultrabrede sensor.

### Software
De eerste drie S21-telefoons werden uitgebracht met Android 11 (One UI 3.1) en Google Mobile Services, met de One UI-software van Samsung. Hoewel de S21 FE zou worden uitgebracht met dezelfde Android-versie en One UI-skin, worden alle apparaten nu vanwege vertraging bijgewerkt met Android 12 (One UI 4.0).
Galaxy ·
Galaxy 3 ·
Galaxy 5 ·
Ace 2 ·
Ace plus ·
Ace ·
Beam ·
Core ·
Express ·
Fit ·
Fame ·
Gio ·
Grand ·
Mega ·
Mini ·
Nexus ·
Note ·
Note 2 ·
Note 3 ·
Player ·
Pocket ·
Pocket 2 ·
Portal ·
Prevail ·
R ·
TxT ·
Spica
W ·
Xcover ·
Y ·
Y2

A-serie:
A3 ·
A5 ·
A6 ·	
A7 ·
A8 ·
A9 ·
A00 ·
A10 ·
A20 ·
A30 ·
A40 ·
A50 ·
A60 ·
A70 ·
A80 ·
A90

S-serie:
Galaxy S ·
S Plus ·
S Advance ·
S Duos ·
S II ·
S II Plus ·
S III ·
S III Mini ·
S4 ·
S4 Mini ·
S5 ·
S5 Mini ·
S5 Plus ·
S5 Neo · 
S6 ·
S7 ·
S8 ·
S9 ·
S10 ·
S20 ·
S21 ·
S22 ·
S23 ·
S24